# Ancoracysta twista
Ancoracysta twista — вид еукаріотичних мікроорганізмів, відкритий у 2017 році. Цей організм має унікальну будову та форму, аналогів якому немає серед відомих мікроорганізмів. 

## Опис
Вид вперше описаний у листопаді 2017 року у статті в журналі «Current Biology». Організм було виявлено в акваріумі на поверхні коралу. Це хижак, що полює на кінетопластид Procryptobia sorokini за допомогою спеціального гарпуноподібного пристрою.
Пересувається Ancoracysta за допомогою двох джгутиків різної будови: переднього з тонкими ворсинками біля основи і заднього з бічною лопастю, що міститься в поздовжній борозні на вентральній стороні жгутиконосця. Найвизначнішою морфологічною особливістю Ancoracysta є своєрідні екструсоми — жалкі органели, що викидають свій вміст назовні у відповідь на роздратування. Швидше за все, анкораціста використовує свої екструсоми, щоб паралізувати здобич — інших одноклітинних еукаріот.
Генетичний аналіз показав, що Ancoracysta twista може бути тісно пов'язаною з гаптофітами і центрохелідами, яких об'єднували у групу Haptista. 
У виду багатий мітохондріальний геном (52,7 тисяч пар); більший мітохондріальний геном лише у якобідів та Diphylleia rotans.
Мітохондрії Ancoracysta twista не схожі на мітохондрії інших еукаріот. Вивчення і порівняння структури приблизно двох сотень білків, критично важливих для роботи клітин (і тому мало мінливих в ході еволюції), показало, що ця істота не має близьких родичів серед всіх сучасних еукаріот[джерело?]. Більш того, виявилося, що її мітохондріальний геном влаштований нетипово для такої примітивної істоти, дуже близької до загального предка всіх організмів з відокремленим ядром.
Наприклад, в мтДНК містилися «копія» інструкцій синтезу білка цитохром c, водночас наявна в ядерній ДНК протиста, а також майже повний набір генів, пов'язаних із функціонуванням рибосом, які мітохондрії (інших видів) втратили в ході еволюції на перших етапах їх злиття з еукаріотами[джерело?].